# Os articulare

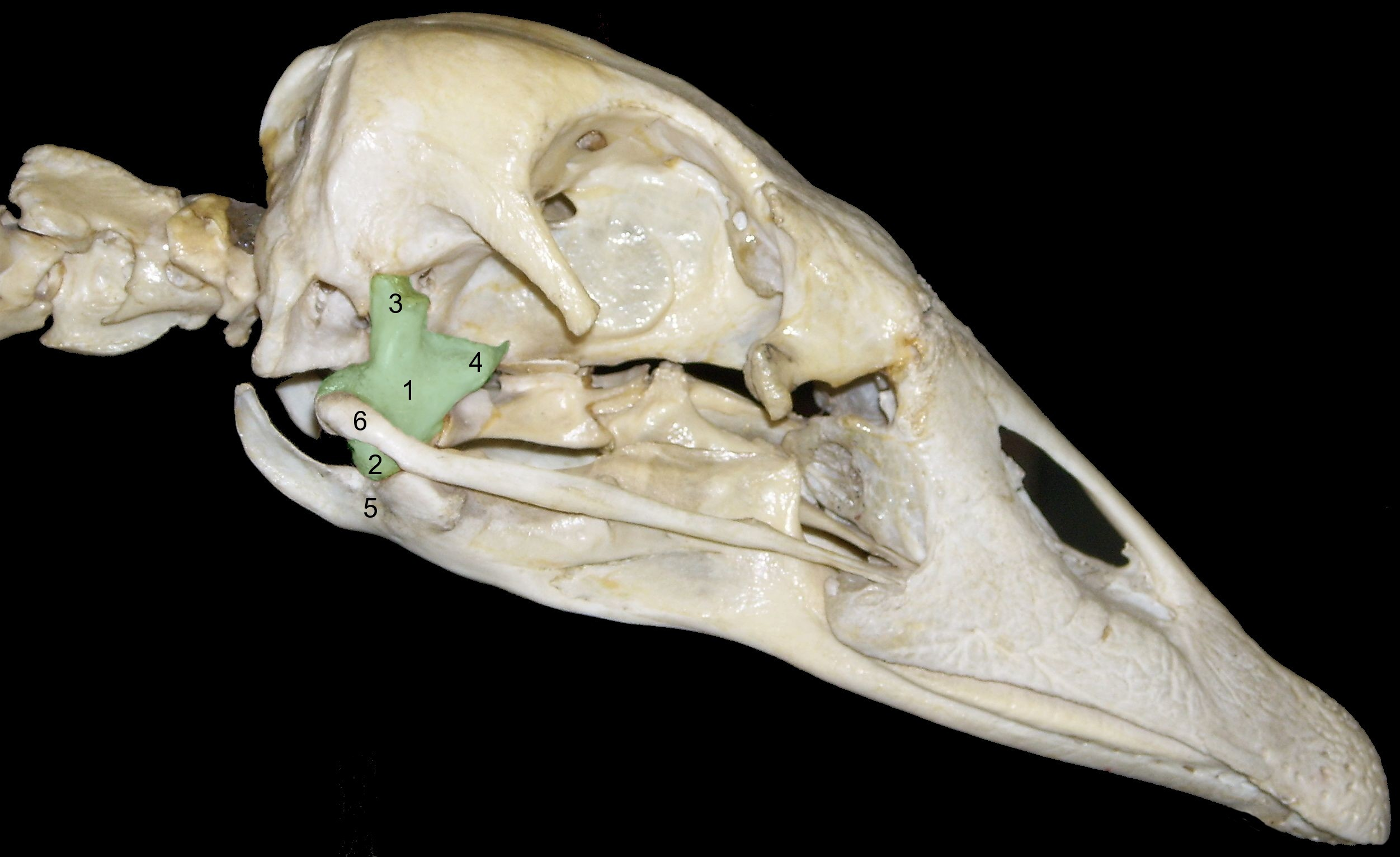
Schedel van een gans. Het os articulare wordt aangegeven met het nummer 5.

Het os articulare vormt een deel van de onderkaak van de meeste viervoeters, amfibieën, Sauropsida (reptielen en vogels) en de vroege Synapsida. Het os articulare is verbonden met de twee andere botten van de onderkaak, het os suprangulare en het os angulare. Het vormt dan het kaakgewricht door beweging ten opzichte van het quadratum van de schedel.
Bij zoogdieren is het os articulare in de loop van de evolutie kleiner geworden en verhuisd naar het middenoor, waar het de hamer van de gehoorbeentjes geworden is. Het quadratum is geëvolueerd tot het aambeeld.